# Loi de Stokes-Einstein
La loi de Stokes-Einstein ou loi de Stokes-Einstein-Sutherland donne le coefficient de diffusion d'un soluté dans un solvant. Elle est fondée sur les lois du mouvement brownien et de la loi de Stokes donnant la force exercée par un liquide sur une particule solide. Cette loi est ainsi nommée pour les travaux d'Albert Einstein (1905) et de William Sutherland (1904). 

## Établissement de la loi
La loi de traînée de Stokes donne la force de traînée F subie par une particule de rayon r se déplaçant à la vitesse U dans un fluide de viscosité dynamique μ :
{\displaystyle F=6\pi \mu rU}
Par ailleurs, le coefficient de diffusion est donné par les lois du mouvement brownien :
{\displaystyle {\mathcal {D}}=\eta kT}
où T est la température, k la constante de Boltzmann et η la mobilité donnée par l'expression:
{\displaystyle \eta ={\frac {U}{F}}}
En utilisant l'expression de la force de traînée on trouve la loi de Stokes-Einstein :
{\displaystyle {\mathcal {D}}={\frac {kT}{6\pi r\mu }}}
Cette loi est valide pour des macromolécules de soluté, de rayon suffisant pour que la loi de Stokes soit applicable. Elle est modifiée empiriquement pour mieux représenter les résultats expérimentaux relatifs à des molécules plus petites.
Le problème est d'estimer le rayon équivalent de la particule. La méthode la plus évidente est de choisir le rayon de la sphère de telle façon que le volume occupé soit égal au volume molaire V :
{\displaystyle r=\left({\frac {3}{4\pi }}{\frac {V}{N}}\right)^{\frac {1}{3}}}
où N est le nombre d'Avogadro.
Cela suppose de connaître V et N. Historiquement l'emploi de particules calibrées a permis à Jean Perrin en 1908 de calculer le nombre d'Avogadro à partir de diverses estimations du volume molaire.